# 中国2010年上海世界博览会国家电网馆

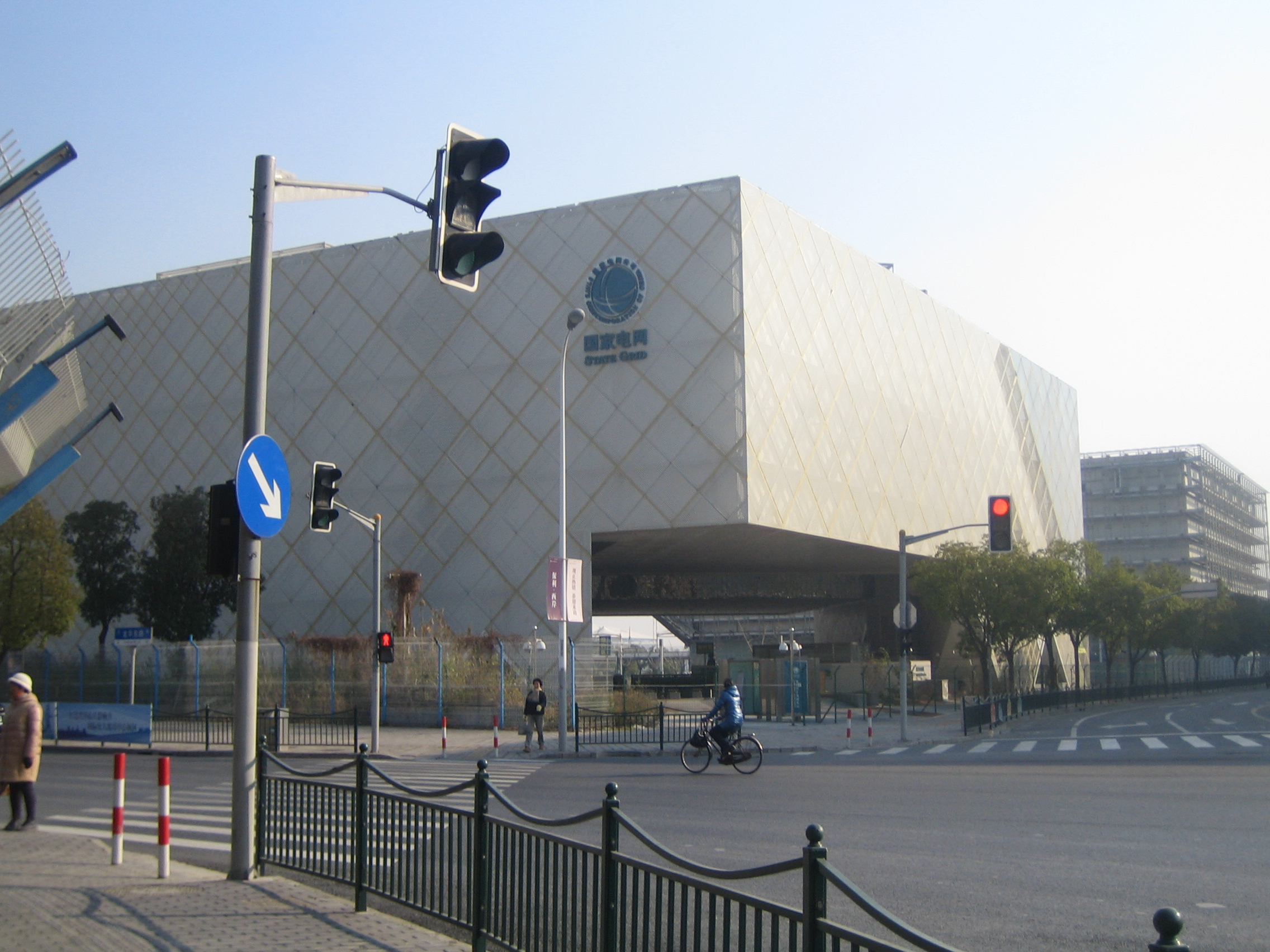
国家电网馆（2014年）

中国2010年上海世界博览会国家电网馆，简称国家电网馆（英文：China State Grid Pavillion at Expo 2010），是中国2010年上海世界博览会的一个企业馆，位于世博园区D片区。该展馆的主题为“创新，点亮梦想”，其展馆的企业特别日为7月26日，设计人为赵小均。该展馆主要展示与电相关的展品。